# Famille de Mareste
La famille de Mareste (de Maresta) est une famille éteinte de la noblesse savoyarde originaire de Chautagne, attestée à partir du XIIIe siècle et éteinte au XIXe siècle.[réf. nécessaire]

## Historique
La famille de Mareste semble originaire de la Chautagne. Elle possède des biens sur les rives du Rhône, ainsi que de part et d'autre de la montagne d'Hautecombe. Sa puissance s'accraoit avec l'héritage, en 1513, des biens de le famille de Chevelu.
Amédée de Foras (1878) indique que « la filiation remonte authentiquement au XIIIe siècle, même sans
tenir compte des deux premiers degrés que j'inscris d'après le dire de Guichenon », au XVIIe siècle .
Le premier membre mentionné par Foras est Boson de Mareste, vivant en 1200, père de Boson [II] de Mareste, vivant en 1240. Ce dernier pourrait être le père de Bernard de Mareste, selon Guichenon.
Bernard de Mareste † 1293, damoiseau, est mentionné dans plusieurs transactions datées de l'année 1279. Ambroisie de Forest attente un procès, avec ses sœurs, à l'encontre de Bernard de Mareste, à propos de biens qu'elles avaient hérité de leur père et de leur oncle. L'affaire se règle vers 1292.

## Titres
Les sires de Mareste portèrent les titres suivant les périodes de :
- marquis de Centagneu (Saint-Paul) (1778), de Lucey (1654), de Saint-Agneux (1684) ;
- comtes de Centagneu (Saint-Paul), de Châteaufort, de Rochefort ;
- barons de Bornessant (1565), de Champrovent, de Chevelu, de Conjux, de Lucey (1563), de Montfleury (v. 1728) ;
- seigneurs de l'Abbaye, d'Anglefort, d'Apremont, de Billième, de Chanaz (1442), de Chavanne, de Chevelu, de Culoz, de Domessin, de Ferrières, de Foraz en Chautagne, de Lompnes, de Lucey[6], de Lutrin, de Jongieu, de Mareste, de Martel, de Montaigre, de Montdragon, de Montfleury, de Motz, de Portaux, de Rochefort, de Rubod, de Serrières, de Silans, de Vacheresse, de Vens, de Verdun, du Villaret, du territoire de Yenne.

## Charges
Des membres de la famille ont été châtelains du comte de Savoie pour les châtellenies de :
- Chanaz (1348-1349, 1351).

## Héraldique
| Maison de Mareste | Les armes de la famille de Mareste se blasonnent ainsi : D'azur à deux fasces d'argent et à la bande de gueules brochant sur le tout. Devise : À Dieu seul je m'arreste. |

- Branche des Mareste d'Avressieux, barons de Montfleury.

Cette branche s'éteint à la fin du XIXe après le décès de Appolinaire Louis adolphe de Mareste en 1867.
- Branche des Mareste de Lucey de Chevelu.

Cette branche semble s'éteindre, par les mâles, en la personne de Pierre-Paul-Hyacinthe de Mareste de Lucey au début du XIXe.
- Branche des Mareste, seigneurs de Montaigre (Vieu).

## Filiation
- Bernard de Mareste[8] (vivant en 1273).
- Pierre de Mareste[8] (vivant en 1314).
- Eymeric de Mareste[8] (vivant en 1352).
- Béatrice de Mareste, èpouse de Arthaud de Montfalcon, et mère de Guy de Montfalcon (mort le 7 septembre 1374).
- Humbert de Mareste[8] (vivant en 1392). Il est, en 1392[9], investi, avec Guillaume, de biens à Yenne et il a, avec ce dernier, la possession du château de La Mar.
- Guillaume de Mareste[8] (vivant en 1392), il est, en 1392[9], investi, avec Humbert, de biens à Yenne et il a, avec ce dernier, la possession du château de La Mar.
- André de Mareste[10] (vivant en 1408 et encore cité en 1442), il a, en 1408[9], la possession du château de La Mar, et, il acquiert, le 28 mars 1442, des biens à Chanaz.
  - François de Mareste[11] (vivant en 1466 et encore cité en 1486), fils d'André, seigneur de Culoz, marié, le 7 février 1466[12], à Guillemette de Chevelu de Lucey. En 1486, il fait une reconnaissance pour sa maison forte de Chanaz.
    - Claude de Mareste de Lucey[11] (vivant en 1494 et encore cité en 1513), seigneur de Lucey, de Chevelu, d'Apremont et de Silans, petit-fils de François et de Guillemette, fils du seigneur de Culoz, marié, le 8 septembre 1494[13], ou le 18[14], à Jeanne de Luyrieu, fille de Christophe de Luyrieu, seigneur du Villard. Sa femme lui apporta en dot divers biens de Chanaz et de Yenne, à l’exception de ceux du Villard. Il vit, en 1507, en sa maison forte de Chanaz, et, il hérite, en 1513, de sa tante Claudine de Chevelu de Lucey du Château de Lucey.
- Françoise de Mareste[15] (vivant en 1457), mariée, le12 avril 1457, à Guigon d'Escrivieu, seigneur de Lutrin.
- Claude de Mareste de Chevelu[10], (vivant en 1529), il acquiert, à Chanaz de François Savoye, la maison forte de La Court.
- Claude de Mareste[16],[17],[18] (vivant en 1533 et encore cité en 1579), baron de Lucey, bailli du Bugey, est présent à Annecy, le 19 mars 1534, lors des funérailles de Philippe de Savoie-Nemours. Il acquiert, en 1533, du duc Charles III de Savoie, le fief de Lucey ainsi que celui de Bornessant, et, se voit élevé, en 1563, au titre de baron de Lucey et, en 1565[19], au titre de baron de Bornessant par le duc Emmanuel-Philibert de Savoie, dont il était le conseiller et le maître d'hôtel.
  - Jean de Mareste de Chevelu[16],[18] ou Jean de Mareste-Centagnieu (vivant en 1579 et encore cité en 1615), fils de Claude, baron de Chevelu et de Lucey, marié à demoiselle Jeanne de Rubod. Le duc Emmanuel-Philibert de Savoie, le 24 septembre 1579, lui vend et lui inféode le fief de Centagneu, contre la somme de 1 200 écus d'or, et, le fief de l'Abbaye.
    - Isabeau de Mareste[16] (vivant en 1615), fille de Jean, mariée, en 1615, à Jean de Seyssel.
- Louis de Mareste[16] (vivant en 1641 et encore cité en 1675), baron de Lucey et de Chevelu, comte de Châteaufort, capitaine de cavalerie, est élevé, en 1654, par lettres patentes, au titre de marquis de Lucey par Charles-Emmanuel II de Savoie. Le 31 janvier 1641[20], il vend le fief de l'Abbaye, ainsi que la terre de Vacheresse, à Aynard de Seyssel-Choisel. Il est présent, le 1er octobre 1675, à Yenne à la réunion de la noblesse du petit Bugey, à l'occasion de l'avènement de Victor-Amédée II de Savoie.
  - Claude de Mareste[16] (vivant en 1675), chevalier de Lucey, baron de Conjux, fils de Louis. Il est désigné, à la réunion de Yenne, comme délégué pour aller, à Turin, prêter serment au nouveau duc.
- Anthelme (ou Antoine) Melchior de Mareste (vivant en 1659 et encore cité en 1675), baron de Champrovent, seigneur de Lutrin, lieutenant dans l'escadron de Savoie, marié, en 1659, à Françoise de Ramus de Charpenne de Cruet (°1648), fille d'Antoine, dame de Vens et de la maison forte de Verdun ; elle lui apporte ses biens de Rive, ainsi que ceux de Arbin et de Cruet, dont elle a hérité. Il est présent à la réunion de la noblesse du petit Bugey, à Yenne.
  - Claude de Mareste (vivant en 1696), fils de Antoine Melchior, marié, le 11 novembre 1696, à Françoise de Seyssel-Châtelard.
- Charles-Emmanuel de Mareste[21], marquis de Lucey, marié à Marguerite de Grolée.
- Jean-François de Mareste (vivant en 1667).
- Jean-Jacques de Mareste[22] (vivant en 1675 et encore cité en 1699), marié à Melchiotte de Menthon, comte de Centagnieu et de Rochefort, seigneur de Saint-Paul, etc., gentilhomme de la chambre du duc, assiste à Yenne à la réunion de la noblesse du petit Bugey.
- Henri-Eustache de Mareste[16] (vivant en 1698), baron de Montfleury.
- Anthelme de Mareste[17] (vivant en 1700), il vit, en 1700[19], au château de Bornessant.
- Albert-Eugène de Mareste (vivant en 1702).
- Joseph de Mareste[23] (vivant en 1708 et encore cité en 1716), marquis de Lucey, comte de Châteaufort, seigneur de Chanaz, Billième, etc.
  - Louis de Mareste[23] (vivant en 1716-†1744), fils de joseph, demeurant à Billième, marquis de Lucey, baron de Champrovent, seigneur de Billième, Vens, Verdun, etc. Marié, le 26 octobre 1716, à Françoise Vulliet de la Saunière, fille de François-Louis de la Saunière, marquis de Yenne, baron de Chevelu, seigneur d'Ameysin, de Chambuet, etc.
- Louis de Bornessant de Mareste[17] (vivant en 1717), seigneur de Montaigre, marié à Françoise d'Arcollières, fille de Pierre d'Arcollières.
- Louis de Mareste (2e), marié à Victoire de Mornieu.
- Jean-Jacques de Mareste (vivant en 1723).
- Pierre-Balthazard de Mareste[22] (vivant en 1778), comte de Centagnieu, gentilhomme de la chambre, marié à Marie-Françoise d'Allinges. Il voit son fief de Centagnieu érigé, par Victor-Amédée III de Sardaigne, en 1778, en marquisat.

Monime de Mareste (vivante en 1783), fille de Pierre-Balthazard et de Marie-Françoise, mariée, en 1783, à M. de Viry.
- Melchior de Mareste[22], vivant au moment de la Révolution française, marquis de Centagnieu, marié à dame Césarine d'Oncieu et son héritière.

## Possessions
Liste non exhaustive des possessions détenues en nom propre ou en fief de la famille de Mareste :
- maison noble de l'Abbaye, à Verthemex (1579-1641) ;
- château d'Angeville, à Hauteville-Lompnes (1592-????) ;
- château de Billième, à Billième (début XVIIIe siècle-????) ;
- château de Bornessant, à Billième (seconde moitié du XVIe siècle-début du XVIIIe siècle) ;
- maison forte de Champrovent, à Saint-Jean-de-Chevelu (XVIIe siècle-Révolution) ;
- maison forte de Chanaz, à Chanaz (1486-1744) ;
- château de Château Denys, à Serrières-en-Chautagne (XIVe siècle-1457) ;
- château de Châteaufort, à Motz (milieu du XVIIe siècle-1722) ;
- château de Châtel-d'en-Haut, à Culoz ;
- château de Chavannes-sur-Reyssouze, à Chavannes-sur-Reyssouze ;
- château de Cinne, à Saint-Jean-de-Chevelu (1513-vers 1715) ;
- maison forte de La Court, à Chanaz (1529-????) ;
- château de La Mar, à Jongieux (1392-1409) ;
- château de la Rive, à Cruet ;
- château de Lucey, à Lucey (1513-1812) ;
- château de Lutrin, à Saint-Paul (1675-????) ;
- château de Mareste, à Chavannes-sur-Reyssouze ;
- château de Montaigre, à Vieu ;
- château de Montfleury, à Avressieux (milieu du XVIe siècle-fin du XIXe siècle) ;
- château de Rochefort-sur-Séran, à Cressin-Rochefort (XVIIe siècle-XVIIIe siècle) ;
- maison forte de Rubod-Centagnieu, à Saint-Paul (1579-1855) ;
- château de Vens, à Seyssel (vers 1718-????) ;
- maison forte du Villaret, à Meyrieux-Trouet (ap.1579-????).